# Su Tseng-chang
Su Tseng-chang (Chinees: 蘇貞昌; pinyin: Sū Zhēnchāng; Pe̍h-ōe-jī: So͘ Cheng-chhiong) (Pingtung, 28 juli 1947) is een Taiwanese politicus. In de periodes 2006–2007 en 2019–2023 was hij de premier van de Republiek China, ook gekend als Taiwan.

## Politieke loopbaan
Su studeerde rechten aan de Nationale universiteit van Taiwan en richtte in 1986, samen met anderen, de Democratische Progressieve Partij (DPP) op. Namens deze partij was hij onder meer magistraat van de arrondissementen Pingtung (1989–1993) en Taipei (1997–2004). Van 2004 tot 2005 fungeerde hij als stafchef van toenmalig president Chen Shui-bian.
In januari 2006 werd Su benoemd tot premier van Taiwan. Hij volgde daarmee zijn partijgenoot Frank Hsieh op, met wie hij een jaar later binnen de DPP zou strijden om de presidentsnominatie voor de Taiwanese presidentsverkiezingen van 2008. Nadat Hsieh deze kandidatuur had gewonnen (en Su in mei 2007 aftrad als premier), werden de krachten weer gebundeld en werd Su kandidaat voor het vicepresidentschap. Het duo werd tijdens de verkiezingen echter ruim verslagen door Ma Ying-jeou van de Kuomintang.
Su stelde zich in 2010 verkiesbaar om burgemeester van hoofdstad Taipei te worden, maar werd niet verkozen. Ook slaagde hij er opnieuw niet in de DPP-presidentskandidatuur naar zich toe te trekken voor de presidentsverkiezingen van 2012: zijn partij koos nipt voor Tsai Ing-wen. Aansluitend was Su tussen 2012 en 2014 wel de voorzitter van de DPP, een functie die hij in 2005 ook al eens bekleed had. In 2018 verloor hij de race om het burgemeesterschap van Nieuw Taipei.
In januari 2019 werd Su, destijds 71 jaar oud, opnieuw premier van Taiwan. Hij werd benoemd door president Tsai Ing-wen en volgde de voortijdig opgestapte Lai Ching-te op. Su bleef premier tot 31 januari 2023, toen het ambt werd overgenomen door voormalig vicepresident Chen Chien-jen.